# Championnat de Papouasie-Nouvelle-Guinée de football 2011-2012
Navigation
Édition précédente Édition suivante
La saison 2011-2012 du Championnat de Papouasie-Nouvelle-Guinée de football est la sixième édition de la National Soccer League, le championnat semi-professionnel de première division en Papouasie-Nouvelle-Guinée. 
Sept formations participent à la compétition, qui se déroule en deux phases :
- lors de la phase régulière, les équipes se rencontrent à trois reprises.
- les quatre premiers à l'issue de la phase régulière disputent une phase finale, jouée sous forme de matchs à élimination directe pour déterminer le champion.

C'est le PRK Hekari South United, quintuple tenant du titre, qui remporte à nouveau la compétition cette saison après avoir battu Eastern Stars lors de la finale nationale. C'est le sixième titre de champion de Papouasie-Nouvelle-Guinée de l'histoire du club.

## Les clubs participants
- PRK Hekari South United
- Besta PNG United FC
- Gigira Laitepo Central Coast FC
- Eastern Stars FC
- Tukoko University Lae FC
- Bulolo United FC
- Petro Souths FC

## Compétition
Le classement est établi sur le barème de points suivant : victoire à 3 points, match nul à 1, défaite à 0.

### Phase régulière
| Rang | Équipe                          | Pts | J  | G  | N | P  | Bp | Bc | Diff |
| ---- | ------------------------------- | --- | -- | -- | - | -- | -- | -- | ---- |
| 1    | PRK Hekari South UnitedT        | 41  | 16 | 13 | 2 | 1  | 55 | 9  | +46  |
| 2    | Eastern Stars FC                | 31  | 17 | 8  | 7 | 2  | 35 | 16 | +19  |
| 3    | Besta PNG United FC             | 25  | 15 | 7  | 4 | 4  | 23 | 18 | +5   |
| 4    | Gigira Laitepo Central Coast FC | 22  | 17 | 7  | 1 | 9  | 20 | 31 | -11  |
| 5    | Tukoko University Lae FC        | 18  | 17 | 5  | 3 | 9  | 26 | 39 | -13  |
| 6    | Bulolo United FC                | 17  | 18 | 5  | 2 | 11 | 25 | 40 | -15  |
| 7    | Petro Souths FC                 | 10  | 16 | 3  | 1 | 12 | 19 | 50 | -31  |

|  | Qualification pour la phase finale |
|  | T : Tenant du titre                |

- Plusieurs rencontres ont été reportées en raison des événements climatiques mais n'ont finalement jamais été jouées.
- Pour une raison indéterminée, c'est le Tukoko University Lae FC qui se qualifie pour la phase finale, en lieu et place de Gigira Laitepo Central Coast FC.

### Phase finale
|  | Demi-finales                                   | Demi-finales                                  | Demi-finales                                  | Demi-finales                                  |                               |                         | Finale                                         | Finale                                         | Finale                                         | Finale                                         |
|  |                                                |                                               |                                               |                                               |                               |                         |                                                |                                                |                                                |                                                |
|  | 7 avril 2012, Lloyd Robson Oval, Port Moresby  | 7 avril 2012, Lloyd Robson Oval, Port Moresby | 7 avril 2012, Lloyd Robson Oval, Port Moresby | 7 avril 2012, Lloyd Robson Oval, Port Moresby |                               |                         | 15 avril 2012, Lloyd Robson Oval, Port Moresby | 15 avril 2012, Lloyd Robson Oval, Port Moresby | 15 avril 2012, Lloyd Robson Oval, Port Moresby | 15 avril 2012, Lloyd Robson Oval, Port Moresby |
|  | PRK Hekari South United                        | PRK Hekari South United                       | 3                                             | 3                                             |                               |                         | 15 avril 2012, Lloyd Robson Oval, Port Moresby | 15 avril 2012, Lloyd Robson Oval, Port Moresby | 15 avril 2012, Lloyd Robson Oval, Port Moresby | 15 avril 2012, Lloyd Robson Oval, Port Moresby |
|  | PRK Hekari South United                        | PRK Hekari South United                       | 3                                             | 3                                             |                               |                         | 15 avril 2012, Lloyd Robson Oval, Port Moresby | 15 avril 2012, Lloyd Robson Oval, Port Moresby | 15 avril 2012, Lloyd Robson Oval, Port Moresby | 15 avril 2012, Lloyd Robson Oval, Port Moresby |
|  | Tukoko University Lae FC                       | Tukoko University Lae FC                      | 1                                             | 1                                             |                               |                         | 15 avril 2012, Lloyd Robson Oval, Port Moresby | 15 avril 2012, Lloyd Robson Oval, Port Moresby | 15 avril 2012, Lloyd Robson Oval, Port Moresby | 15 avril 2012, Lloyd Robson Oval, Port Moresby |
|  | Tukoko University Lae FC                       | Tukoko University Lae FC                      | 1                                             | 1                                             | PRK Hekari South United       | PRK Hekari South United | 3                                              | 3                                              |                                                |                                                |
|  | 7 avril 2012, Sir Ignatus Kilage Stadium, Lae  |                                               |                                               |                                               | PRK Hekari South United       | PRK Hekari South United | 3                                              | 3                                              |                                                |                                                |
|  |                                                |                                               | Eastern Stars FC                              | Eastern Stars FC                              | 0                             | 0                       |                                                |                                                |                                                |                                                |
|  | Eastern Stars FC                               | Eastern Stars FC                              | Eastern Stars FC                              | Eastern Stars FC                              | 0                             | 0                       | 1                                              | 1                                              |                                                |                                                |
|  | Eastern Stars FC                               | Eastern Stars FC                              |                                               |                                               |                               |                         |                                                | 1                                              |                                                |                                                |
|  | Besta PNG United FC                            | Besta PNG United FC                           | 0                                             | 0                                             |                               |                         |                                                |                                                |                                                |                                                |
|  | Besta PNG United FC                            | Besta PNG United FC                           | 0                                             | 0                                             | Match pour la troisième place |                         |                                                |                                                |                                                |                                                |
|  |                                                |                                               |                                               |                                               |                               |                         |                                                |                                                |                                                |                                                |
|  | 15 avril 2012, Lloyd Robson Oval, Port Moresby |                                               |                                               |                                               |                               |                         |                                                |                                                |                                                |                                                |
|  | Besta PNG United FC tab                        | Besta PNG United FC tab                       | 2 (4)                                         | 2 (4)                                         |                               |                         |                                                |                                                |                                                |                                                |
|  | Besta PNG United FC tab                        | Besta PNG United FC tab                       | 2 (4)                                         | 2 (4)                                         |                               |                         |                                                |                                                |                                                |                                                |
|  | Tukoko University Lae FC                       | Tukoko University Lae FC                      | 2 (3)                                         | 2 (3)                                         |                               |                         |                                                |                                                |                                                |                                                |
|  | Tukoko University Lae FC                       | Tukoko University Lae FC                      | 2 (3)                                         | 2 (3)                                         |                               |                         |                                                |                                                |                                                |                                                |

## Bilan de la saison
| Championnat de Papouasie-Nouvelle-Guinée de football 2011-2012 |                                    |
| Champion                                                       | PRK Hekari South United (6e titre) |
| Coupes et trophées                                             |                                    |
| Vainqueur de la Coupe de Papouasie-Nouvelle-Guinée 2011-2012   | Non disputée                       |
| Qualifications continentales                                   |                                    |
| Ligue des champions de l'OFC 2012-2013                         | PRK Hekari South United            |
| Promotions et relégations                                      |                                    |
| Promus en National Soccer League                               | Aucun                              |
| Relégués                                                       | Aucun                              |